# Grande Prêmio da Tchecoslováquia
O Grande Prêmio da Tchecoslováquia foi uma corrida automobilística realizada pela primeira vez em 28 de setembro de 1930 no Masaryk Circuit, em Brno, Tchecoslováquia.

## Vencedores
| Ano      | Piloto                                            | Construtor    | Local           | Detalhes  |
| -------- | ------------------------------------------------- | ------------- | --------------- | --------- |
| 1949     | Peter Whitehead                                   | Ferrari       | Masaryk Circuit | Detalhes  |
| 1938 -48 | Não houve                                         | Não houve     | Não houve       | Não houve |
| 1937     | Rudolf Caracciola                                 | Mercedes-Benz | Masaryk Circuit | Detalhes  |
| 1936     | Não houve                                         | Não houve     | Não houve       | Não houve |
| 1935     | Bernd Rosemeyer                                   | Auto Union    | Masaryk Circuit | Detalhes  |
| 1934     | Hans Stuck                                        | Auto Union    | Masaryk Circuit | Detalhes  |
| 1933     | Louis Chiron                                      | Alfa Romeo    | Masaryk Circuit | Detalhes  |
| 1932     | Louis Chiron                                      | Bugatti       | Masaryk Circuit | Detalhes  |
| 1931     | Louis Chiron                                      | Bugatti       | Masaryk Circuit | Detalhes  |
| 1930     | Heinrich-Joachim von Morgen, Hermann zu Leiningen | Bugatti       | Masaryk Circuit | Detalhes  |